# Чемпионат мира по настольному теннису 1930
Чемпионат мира по настольному теннису 1930 года прошёл с 21 по 26 января в Берлине (Веймарская республика).

## Медалисты
| Разряд                   | Золото                                                                              | Серебро                                                                                             | Бронза                                                                                           |
| ------------------------ | ----------------------------------------------------------------------------------- | --------------------------------------------------------------------------------------------------- | ------------------------------------------------------------------------------------------------ |
| Мужской одиночный разряд | Виктор Барна                                                                        | Ласло Беллак                                                                                        | Иштван Келен                                                                                     |
| Мужской одиночный разряд | Виктор Барна                                                                        | Ласло Беллак                                                                                        | Лайош Давид                                                                                      |
| Женский одиночный разряд | Мария Меднянски                                                                     | Анна Шипош                                                                                          | Йозефина Кольбе                                                                                  |
| Женский одиночный разряд | Мария Меднянски                                                                     | Анна Шипош                                                                                          | Гертруде Вильдхам                                                                                |
| Мужской парный разряд    | Виктор Барна Миклош Сабадош                                                         | Альфред Либстер Роберт Тум                                                                          | Ласло Беллак Шандор Гланц                                                                        |
| Мужской парный разряд    | Виктор Барна Миклош Сабадош                                                         | Альфред Либстер Роберт Тум                                                                          | Вальтер Кольмодин Хилле Нильссон                                                                 |
| Женский парный разряд    | Мария Меднянски Анна Шипош                                                          | Марта Комароми Магда Галь                                                                           | Йозефина Кольбе Этта Нойман                                                                      |
| Женский парный разряд    | Мария Меднянски Анна Шипош                                                          | Марта Комароми Магда Галь                                                                           | Хелли Райцер Гертруде Вильдхам                                                                   |
| Микст                    | Миклош Сабадош Мария Меднянски                                                      | Иштван Келен Анна Шипош                                                                             | Виктор Барна Магда Галь                                                                          |
| Микст                    | Миклош Сабадош Мария Меднянски                                                      | Иштван Келен Анна Шипош                                                                             | Шандор Гланц Ингеборг Карнац                                                                     |
| Мужской командный турнир | Венгрия · Виктор Барна · Ласло Беллак · Иштван Келен · Лайош Давид · Миклош Сабадош | Швеция · Карл-Эрик Бюлов · Вальтер Кольмодин · Хилле Нильссеон · Фольке Петтерссон · Хенри Вильберт | Чехословакия · Микулаш Фрид · Богумил Гаек · Зденек Гейдушек · Антонин Малечек · Бедржих Никодем |